# Bulls de San Francisco
Les Bulls de San Francisco sont une franchise professionnelle de hockey sur glace en Amérique du Nord qui évoluait dans l'ECHL. L'équipe était basée à San Francisco en Californie aux États-Unis. Elle jouait au Cow Palace de Daly City. Fondée en 2011, la franchise fait ses débuts lors de la saison 2012-2013 mais elle arrête ses activités dès la saison suivante.

## Historique
La franchise est créée le 21 septembre 2011. Le 16 mai 2012, l'équipe annonce que son premier adversaire sera le Thunder de Stockton, dans un match amical au Cow Palace, le 3 octobre 2012.
L'équipe fait ses débuts dans l'ECHL pour la saison 2012-2013 avec Pat Curcio comme entraîneur ; le premier match de l'équipe est joué le 12 octobre 2012 et il s'agit d'une défaite 4-3 contre les Condors de Bakersfield. 8 277 spectateurs dans le Cow Palace assistent à la défaite de l'équipe locale. Les Bulls connaissent leur premier succès dès le lendemain toujours contre les Condors, cette fois sur le score de 6-5 devant 3 659 personnes. L’équipe termine la saison régulière avec 25 victoires, 38 défaites, deux défaites en prolongation et sept autres à la suite des tirs de fusillade. Huitièmes de la saison régulière pour leur division, ils sont qualifiés pour les séries éliminatoires mais sont éliminés dès le premier tour par la meilleure équipe de la saison régulière, les Aces de l'Alaska, 4-1. Avec 56 points inscrits lors de la saison, Peter Sivák est le meneur de l'équipe ; il est également le meilleur buteur alors que Dean Ouellet est le meilleur passeur des Bulls. Au cours de cette saison inaugurale, les Bulls servent de club-école pour les Sharks de Worcester de la Ligue américaine de hockey et les Sharks de San José de la Ligue nationale de hockey.
L'équipe finit la saison avec une moyenne de 4 164 spectateurs par match, la dixième place des 23 équipes de l'ECHL. Au cours de las saison suivante, cette moyenne chute pour atteindre 2 292 personnes au cours des 18 premiers matchs à domicile de l'équipe. En raison des pertes financières importantes et ne pouvant trouver de nouveaux propriétaires, les Bulls mettent fin à leurs activités le 27 janvier 2014

## Bilan par saison
| Saison    | PJ | V  | D  | DP | DTB | BP  | BC  | Pts | Classement                         | Séries éliminatoires                                    | Entraîneur | Capitaine     |
| --------- | -- | -- | -- | -- | --- | --- | --- | --- | ---------------------------------- | ------------------------------------------------------- | ---------- | ------------- |
| 2012-2013 | 72 | 25 | 38 | 2  | 7   | 191 | 252 | 59  | Quatrième de la division Pacifique | Défaite au premier tour 1-4 contre les Aces de l'Alaska | Pat Curcio | Justin Bowers |
| 2013-2014 | 40 | 15 | 20 | 4  | 1   | 101 | 143 | 35  | Équipe dissoute en cours de saison | Équipe dissoute en cours de saison                      | Pat Curcio | Scott Langdon |